# マウトハウゼン強制収容所

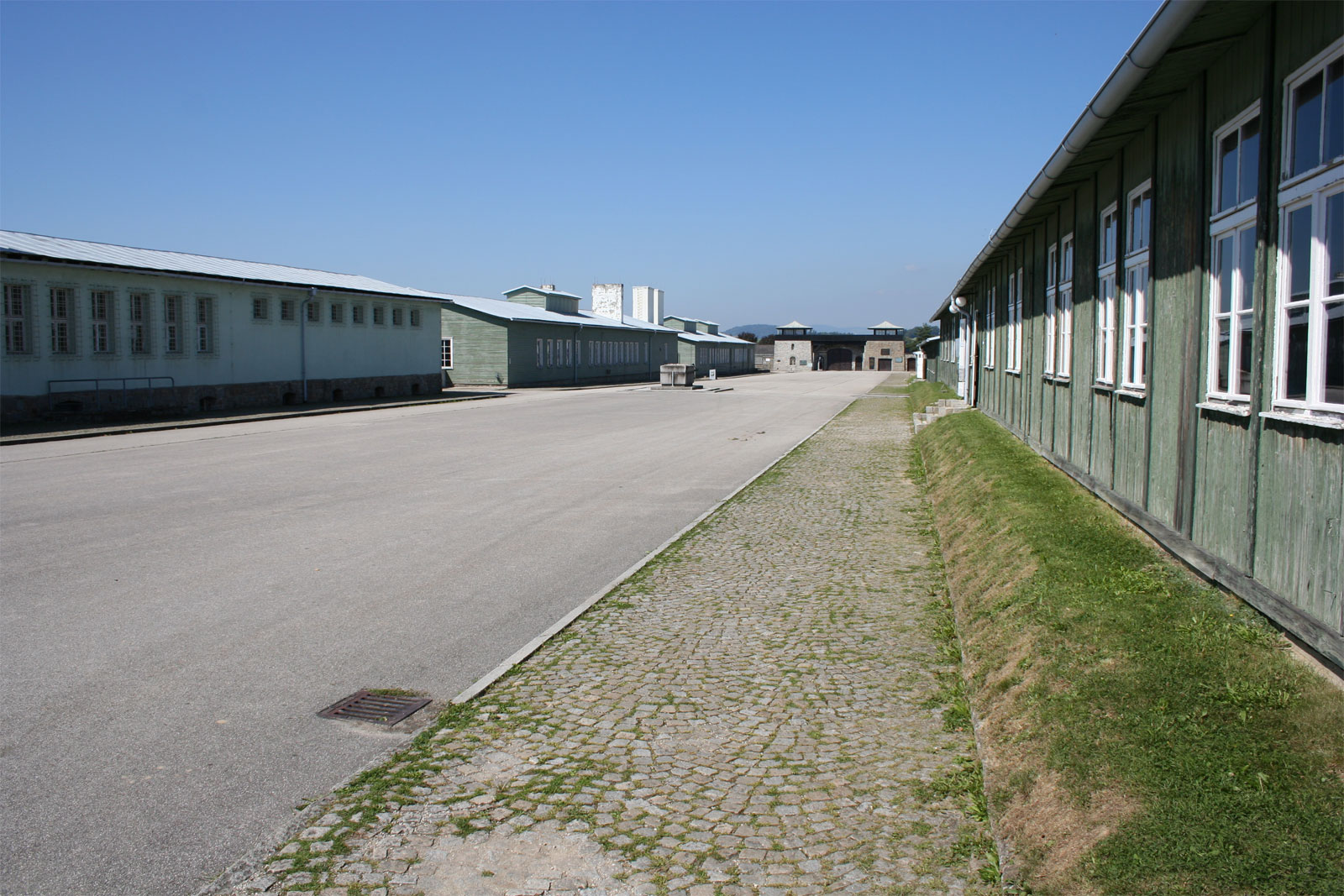
正門からの風景。

マウトハウゼン強制収容所（KZ Mauthausen）は、オーストリアのオーバーエスターライヒ州マウトハウゼン周辺にあった強制収容所。リンツの東方約20kmに位置していた。

## 概要

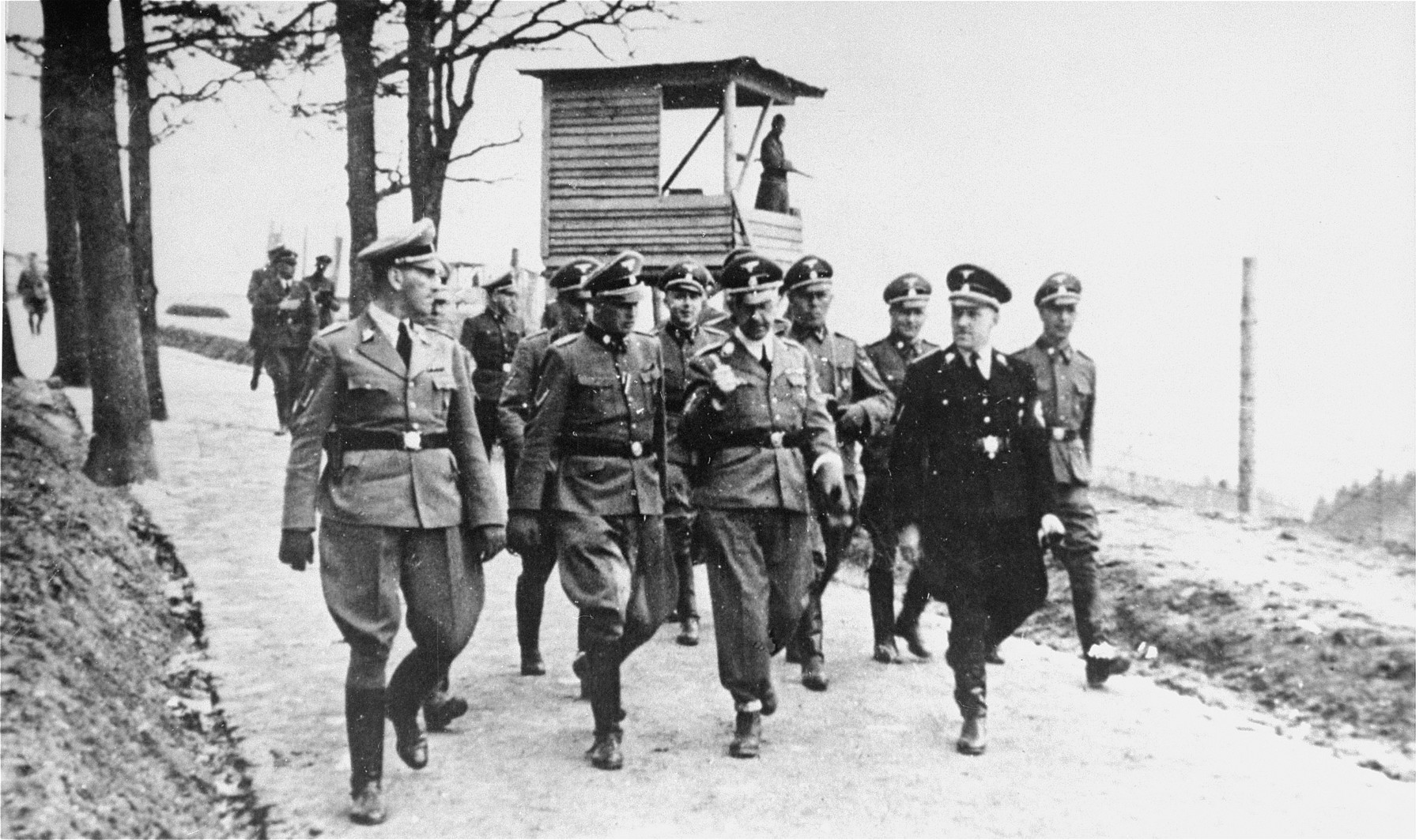
1941年に行われたハインリヒ・ヒムラーのマウトハウゼン視察。最前列右からアウグスト・アイゲルーバー(黒服の人物。オーバードナウ帝国大管区指導者)、ヒムラー、フランツ・ツィライス(マウトハウゼン所長)、エルンスト・カルテンブルンナー(オーストリア親衛隊及び警察指導者)。

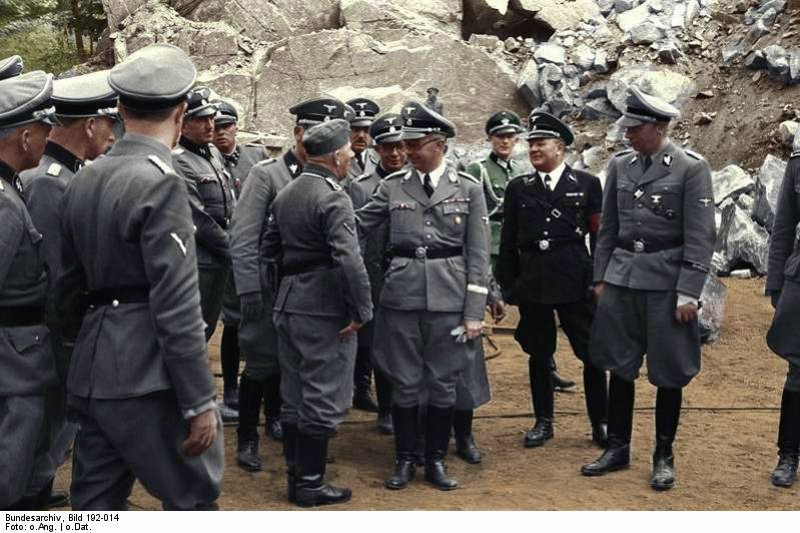
1941年にマウトハウゼン強制収容所を訪問したSS隊員、右からヴィルヘルム・ビットリヒ、フランツ・ヨーゼフ・フーベ、ハインリヒ・ヒムラー

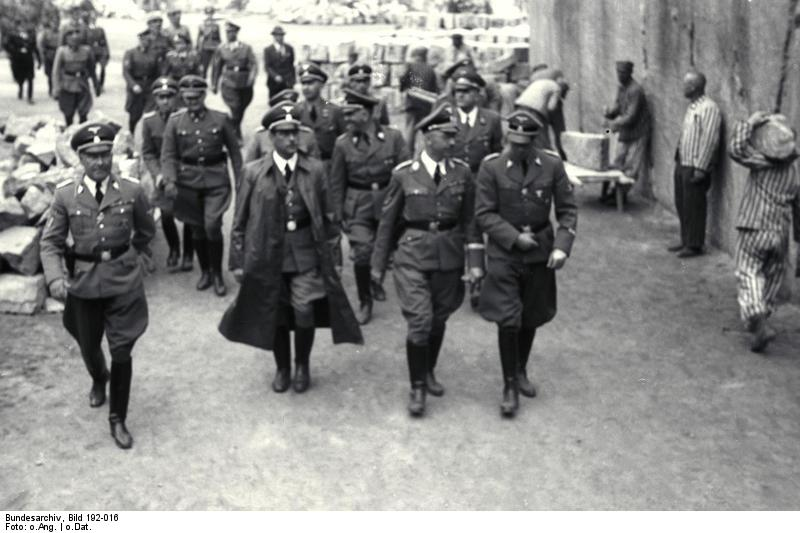
石切り場を視察中のヒムラー(中央)。ロングコートを着た人物は当時のケルンテン帝国大管区指導者代理で後に「ワルシャワの死刑執行人」と呼ばれるフランツ・クッチェラ

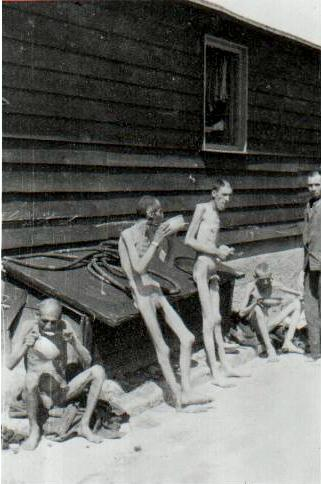
解放直後のマウトハウゼン付属収容所グーゼンの囚人の様子。飢えて異常にやせ細りながらもなんとか解放まで生き残れた生存者たち。

マウトハウゼンはドナウ川左岸の丘に囲まれた町で、当時オーストリア最大の花崗岩採石場があった。1938年初め頃、ダッハウ強制収容所の強制労働分隊がここで採掘作業をするようになった。そのため親衛隊全国指導者ハインリヒ・ヒムラーはこの採石場を見下ろす丘の上に新たにマウトハウゼン強制収容所を建設することを決定した。この収容所は、オーストリアとドイツ南部に支所を持つ基幹強制収容所であった。
1941年1月2日にラインハルト・ハイドリヒの定めた政令によれば、マウトハウゼンは最も重い「第三カテゴリー」という、再教育の見込みのない「犯罪者」・「反社会分子」とみなされた囚人を収容する強制収容所に指定された。そのためここの囚人はナチ強制収容所の中でも特に過酷な扱いを受けた。採石場、鉱山、軍需工場などにおいて強制労働を余儀なくされ、多くの死者を出した。例えば1943年の1年間、収容者数は約1万5000人であったが、うち7058人も死亡している。これは絶滅収容所を除く他の強制収容所、ダッハウ強制収容所、ブーヘンヴァルト強制収容所、ザクセンハウゼン強制収容所などをはるかに上回る死亡者数である。（しかし第二次世界大戦後期・末期、ドイツの戦況が悪化するにつれ、どこの収容所も大量の死亡者を出し、劣悪な生活環境という点ではマウトハウゼンとあまり変わらない状況に陥った。）
大戦中の「夜と霧の布告」で連れ去られた者たちが送られたのは主にこの収容所であった。
大戦末期、東部の閉鎖された収容所から続々と囚人が移送されてきて1945年1月には約85,000人の収容者がいた。強制収容所設立から1945年5月5日にアメリカ軍による解放までの総収容者数は205,273人、死者は102,795人だとされる。同地は、連合軍によって解放された最後の基幹強制収容所である。

### 拷問
他のナチ強制収容所と同様、親衛隊員による囚人への拷問が日常的かつ頻繁に起こっていた。収容所の内部規則で正式に「懲罰」として定められていたのは「棒打ち」と呼ばれる刑であった。親衛隊員たちは処罰の度合いに応じて25回、50回、75回ほど棒で囚人を殴りつけ、50回の棒打ちに処された者は致死率が高くなり、75回になるとほぼ確実に絶命した。
ザクセンハウゼンにはサディストの看守が複数名おり、こうした者たちは規則で定められている「棒打ち」以外の残虐手段による暴行・殺人を日常的に行っていた。たとえばミシェル・ド・プアールの証言によるとリーゲラー（riegeler）という親衛隊員は脱走に失敗したソ連人を殴りつけて起き上がれ無くなったところをステッキで目をつぶし、かかとで踏みつけて肋骨をへし折り、ステッキを喉からうなじまでを付き通したという。

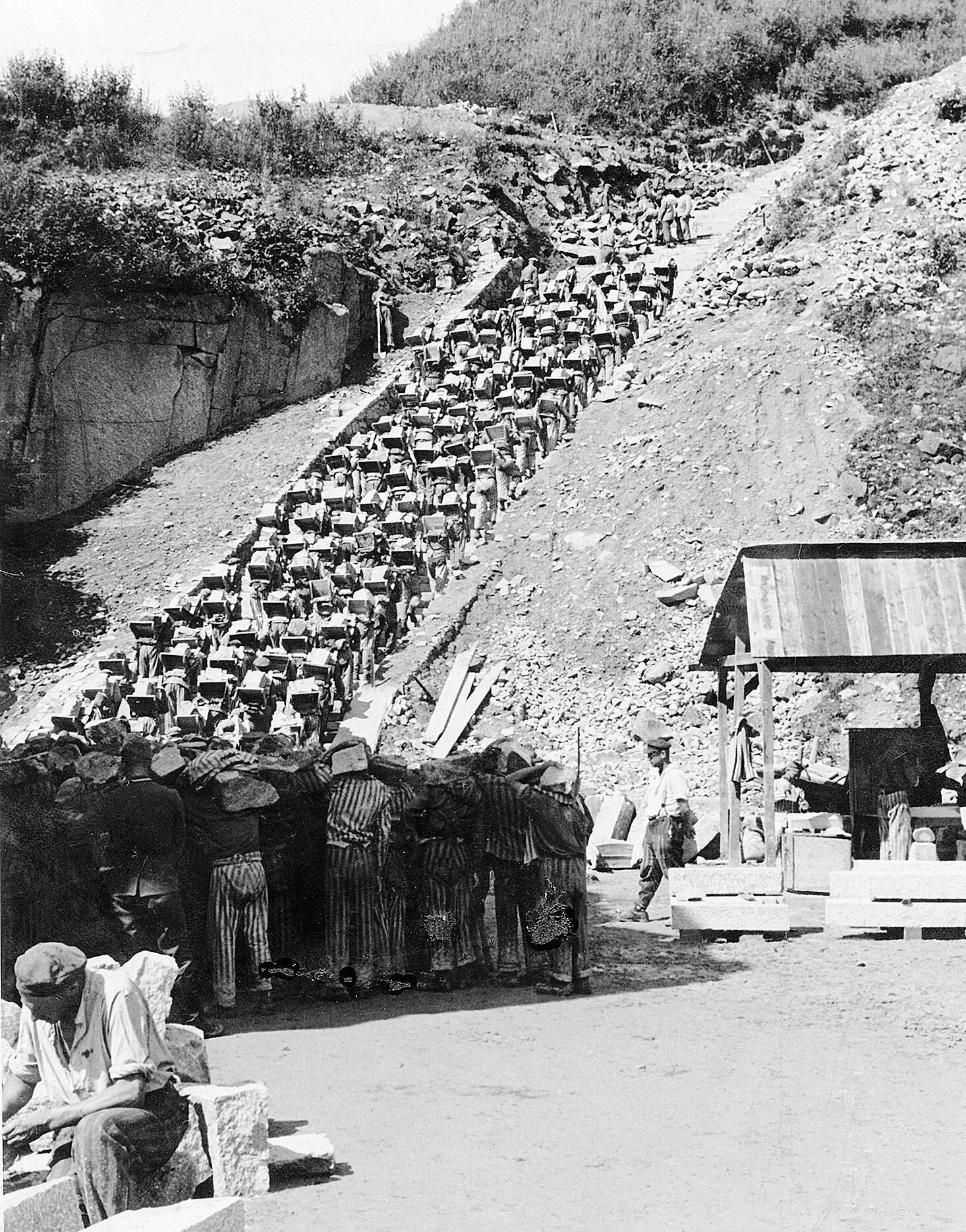
死の階段 (Todesstiege)

また、この収容所の採石場での花崗岩採掘は非常に過酷な労働現場であった。囚人たちは重い石材を担ぎ「死の階段」と呼ばれる186段の石段を登って花崗岩の石材を丘の上まで運ばされた。途中、看守の暴行で石段から突き落とされて死んだり、巨大な石材に押しつぶされて死ぬことがあり、ここの採石場に送られることは囚人たちにとって事実上、死刑宣告も同然であった。

### 人体実験
マウトハウゼンでも囚人を使った様々な人体実験が行われた。マウトハウゼン強制収容所の医師長はエドゥアルト・クレープスバッハ親衛隊少佐が務めていた。恣意的な囚人の人体組織摘出が行われた。所内には解剖室が存在し、そこには人体組織が瓶詰にされていたという。
この収容所で拷問と殺人を行ったとされるオーストリア人医師アリベルト・ハイム（Aribert Heim、1914 - 1992）は、1962年にドイツから南米に逃亡し、逃亡中のナチス戦犯を追跡しているユダヤ人組織によると、存命するとされるナチス戦犯の中では最も重要な追跡対象となっていた。しかし2009年2月、ZDFとニューヨーク・タイムズの共同調査により、ハイムはエジプトのカイロに潜伏し、イスラム教に改宗してタレク・ファリド・フセインという偽名を用いて30年近く生活していたが、1992年8月に直腸がんで死亡していたことが明らかになった。

### ガス室
マウトハウゼンは絶滅収容所ではなく、元々ガス室は設置されていなかった。栄養失調や病気で労働力として適さなくなった囚人は　他の収容所に移されて殺されるか、薬物注射により殺害された。しかし、囚人の数が増加するにしたがってこれらの方法では費用が掛かり過ぎるため、1940年以降順次廃止され代わりにガス殺に変更された。当初は、即席のガス・トラックでマウトハウゼンとグーゼン収容所の間を往復していた。後に完成したガス室では一度に120名ほどの囚人を殺すことが可能だった。

## 関係人物

### 所長
- アルベルト・ザウアー（Albert Sauer）（1938年8月8日‐1939年2月17日）
- フランツ・ツィライス（Franz Ziereis）（1939年2月17日‐1945年5月5日）

### 看守
看守の数は1941年末には917人だったが、1943年12月には2167人、1944年12月には5812人と囚人数の増大に伴い看守の数も急増していった。
- エドゥアルト・クレープスバッハ（収容所医師長。「不要な者」を選別し、薬物殺人やガス室送りしていた。戦後ランツベルク刑務所で刑死）
- アリベルト・ハイム（収容所付き医師。前述の通り、戦後逃亡先のカイロで客死）
- マルティン・ロート（死体焼却炉責任者。戦後ツィクロンBガスで収容者を虐殺していたことを自供した）
- エーリヒ・ヴァシッキィ（収容所付薬剤師。収容者を使って人体実験を行っていた）
- ミヒャエル・レトヴィッツ

### 囚人
- アドルフ・ブルガー（ユダヤ人保護のための書類偽造をした印刷業者。戦後ジャーナリストに）
- レオポルト・フィグル（政治家。戦後オーストリア首相に）
- ペーター・ファン・ペルス（ユダヤ人。「アンネの日記」の著者アンネ・フランクの隠れ家での恋人。1945年5月5日、すなわち解放の3日前に死去）
- ガライ・ヤーノシュ（ハンガリーのフェンシング選手、オリンピック金メダリスト）
- オットー・ペルツァー（ドイツのオリンピック選手。中距離走世界記録保持者。同性愛の容疑で逮捕）
- サイモン・ヴィーゼンタール（ユダヤ人。戦後ナチハンターに）
- ホルティ・ミクローシュ（hu）（ハンガリー王国の摂政だったホルティ・ミクローシュの次男）
- ジャック・ビュネル（フランスのカルメル会神父）
- ニコライ・イヴァーノヴィチ・ウラソフ（ソ連のエースパイロット。脱走に失敗した挙句、生きたまま焼却炉に放り込まれて焼き殺された）